# 不投降運動
不投降運動（羅馬化：Ni kapitulyatsii!）是發生在烏克蘭的一系列示威運動，旨在反對烏克蘭總統弗拉基米爾·澤連斯基在烏克蘭東部的政策。示威者認爲以「史坦麥爾方式」來執行明斯克協議等同在俄乌战争向俄羅斯投降。

## 事件背景

### 史坦麥爾方式
史坦麥爾方式是以德國前外交部長弗兰克-瓦尔特·施泰因迈尔命名。在2016年史坦麥爾提議在俄羅斯支持（雖然俄羅斯當局已經否認）的頓內次克人民共和國和盧干斯克人民共和國等分離分子控制的頓內次克州和盧甘斯克州舉行選舉。選舉過程則讓烏克蘭當局以及歐洲安全與合作組織來監督。如果歐洲安全與合作組織能夠自由公平地裁決選舉結果的話，那麽這些地區將會得到特殊自治地位，而烏克蘭則可以重新控制它的東部邊境。

### 包含史坦麥爾方式的烏克蘭協議
2019年10月1日，據俄羅斯媒體透露烏克蘭代表團已經在三邊協調小組的定期會議中簽署了史坦麥爾方式的協議。數小時後，烏克蘭總統辦公室宣佈會有緊急簡報。在簡報中，烏克蘭總統弗拉基米爾·澤連斯基稱烏克蘭已經同意在東部舉行選舉的所謂的史坦麥爾方式。 
控制頓巴斯地區的分離勢力也因此把烏克蘭簽署協議的動作稱爲「頓涅茨克人民共和國和盧甘斯克人民共和國戰勝烏克蘭」。俄羅斯對方式的簽署表示支持，並稱這是「在解決目前在頓巴斯情況中邁向正面的一步」。

## 回應

### 烏克蘭政府
總統弗拉基米爾·澤連斯基指責前總統彼得·波羅申科通過其行為在媒體上煽動示威活動。總統辦公室負責人安德烈·博格丹（在他的Facebook上發布截圖）和人民公僕黨議會代表負責人戴維·阿拉卡米亞稱示威者是有償參加示威活動。後者的說法是95％的人出於意識形態原因而去了獨立廣場示威，但這並不意味著另外5％的人沒有收錢。也許是俄羅斯人付錢，也許是其他人。這番言論引起了批評，國會議員隨後為其言辭不當而道歉，並將有關賄賂的事實發給了烏克蘭國家安全局。 2019年11月，烏克蘭國家安全局負責人伊萬·巴卡諾夫（Ivan Bakanov）指出，缺乏可靠的證據來證實賄賂嫌疑。這場行動是由烏克蘭國家安全局轄下的保護國家安全部所執行。
同時有關當局也存在缺乏溝通：在烏克蘭人們從俄羅斯媒體了解到這個協議的簽署時，政府當局并不願意解釋「史坦麥爾方式」具體是什麽、也不願向大衆公佈協議的進度以及決策所帶來的後果；總統對此事的沉默也早在之前拒絕與媒體在社交平台上向公衆溝通的合作體現出來。

### 社會
由於此次示威，弗拉基米爾·澤連斯基的支持率下跌了7%（從73%跌至66%），社會學家及基輔國際社會學研究所所長弗拉基米爾·帕尼托認爲支持率下降與烏克蘭媒體對史坦麥爾方式的負面態度以及民衆對其缺乏了解所致。同時他指出，儘管民衆向政府展現出烏克蘭人對哪些事情應該妥協哪些事情不妥協，但示威運動並沒有因此快速蔓延。